# Fauch
Fauch – miejscowość i gmina we Francji, w regionie Oksytania, w departamencie Tarn.
Według danych na rok 1990 gminę zamieszkiwały 343 osoby, a gęstość zaludnienia wynosiła 20 osób/km² (wśród 3020 gmin regionu Midi-Pireneje Fauch plasuje się na 725. miejscu pod względem liczby ludności, natomiast pod względem powierzchni na miejscu 667.).